# کفتار کوتاه‌چهره
کفتار کوتاه‌چهره (نام علمی: Pachycrocuta) یک سرده فرومرده (منقرض شده) و پیشاتاریخی از کفتارها است که از حدود ۳ میلیون سال پیش تا حدود ۴۰۰٫۰۰۰ سال پیش در گستره وسیعی از آفریقا و اوراسیا زندگی می‌کرد. بزرگ‌ترین و شناخته‌شده‌ترین گونه این سرده P. brevirostris نام دارد که از آن با عنوان کفتار کوتاه‌چهره غول‌پیکر نیز یاد می‌شود. این گونه با حدود ۱ متر ارتفاع تا شانه و حدود ۱۱۰ کیلوگرم وزن بزرگ‌ترین کفتار شناخته‌شده تاریخ نیز محسوب می‌شود.

## رفتار
کفتار کوتاه‌چهره وزن زیادی داشت و ساختار بدن آن به گونه‌ای نبود که بتواند طعمه خود را در مسافت‌های طولانی تعقیب کند بنابراین این جانور همچون کفتار راه‌راه امروزی خوراک خود را بیشتر از طریق طعمه‌دزدی و مردارخواری تأمین می‌کرد. این سرده طی مدتی با گونه انسان راست‌قامت هم‌زیستی داشت و جای دندان‌های آن بر روی جمجمه و استخوان‌های انسان راست‌قامت کشف شده‌است. کفتار کوتاه‌چهره در میانه دور پلیستوسن احتمالاً به دلیل رقابت دیگرگونه‌ای با کفتار خال‌دار از میان رفت. رقابت با درندگان جدیدی که در همان زمان شروع به گسترش کردند مانند شیرها، شیرهای غارنشین، ببرها و گرگ‌ها نیز می‌توانسته در فرومیرش (انقراض) کفتار کوتاه‌چهره نقش داشته باشد.